# Symphony in C
Symphony in C, créé sous le titre Le Palais de Cristal, est un ballet de George Balanchine, chorégraphié sur la Symphonie en ut majeur de Georges Bizet. Il est conçu et créé pour le Ballet de l'Opéra de Paris en 1947, puis réagencé et renommé par Balanchine pour sa propre compagnie, The Ballet Society, premier nom du New York City Ballet.

## Conception
Georges Bizet écrit la Symphonie en ut majeur à 17 ans, en 1855. La partition est redécouverte trois quarts de siècle plus tard, en 1933. Le compositeur Igor Stravinsky informe son ami le chorégraphe George Balanchine de cette découverte, lequel voit en elle un grand potentiel pour un ballet. En 1947, en tant que maître de ballet invité au Ballet de l'Opéra de Paris, Balanchine chorégraphie le ballet, alors intitulé Le Palais de Cristal, pour « mettre en valeur le talent de toute la compagnie ». Dans ce ballet, Balanchine rend hommage à Léo Staats, un chorégraphe français qu'il admire. Selon le New York City Ballet, Balanchine compose ce ballet en deux semaines. 
L'année suivante, George Balanchine reprend et modifie le ballet pour sa propre compagnie, The Ballet Society, sous le titre Symphony in C. 

## Créations

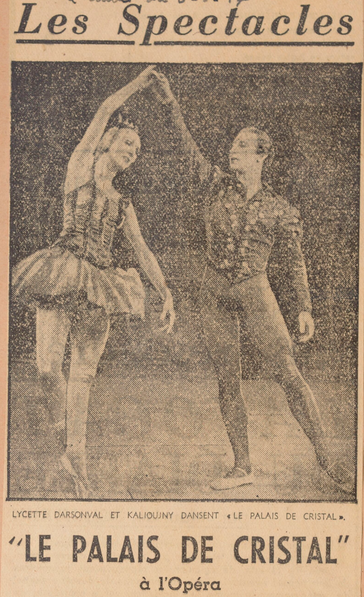
Coupure de presse relatant la création du Palais de Cristal (3 août 1947).

La création du Palais de Cristal a lieu le 28 juillet 1947 à l'Opéra Garnier. Les solistes sont Lycette Darsonval, Alexandre Kalioujny, Tamara Toumanova, Roger Ritz, Micheline Bardin, Michel Renault, Madeleine Lafon et Max Bozzoni. 
Symphony in C est créé le 11 octobre 1948 lors de la première représentation du New York City Ballet, avec Maria Tallchief, Nicholas Magallanes, Tanaquil Le Clercq, Francisco Moncion, Beatrice Tompkins, Herbert Bliss, Elise Reiman et John Taras. Le danseur et chorégraphe Jerome Robbins, présent dans le public, décide de rejoindre la compagnie après avoir vu le ballet, et y devient  l'adjoint de Balanchine. Tant que le NYCB est installé au New York City Center auquel il doit son nom définitif, la scène est trop petite pour que l'ensemble de la distribution puisse apparaître dans le finale. Cela devient possible lorsque la compagnie déménage au New York State Theater en 1964. 
Symphony in C est depuis entré aux répertoires du Ballet royal danois, du Het Nationale Ballet, du Ballet de Stuttgart, du Royal Ballet, du Ballet Mariinsky (en) et de l'American Ballet Theatre,. 

## Évolution des costumes
Le ballet comporte quatre mouvements, chacun mettant en scène un couple principal, deux couples de demi-solistes et le corps de ballet. Dans Le Palais de Cristal, chaque mouvement fait référence à une pierre précieuse : le rubis, le diamant noir, l'émeraude et la perle, et les danseurs portent des costumes rouges, noirs, verts et blancs, dessinés par Leonor Fini. Balanchine reprend plus tard cette idée pour Jewels.
En 1950, le NYCB commence à porter des costumes noirs et blancs conçus par Barbara Karinska. En 2012, la compagnie de danse demande à Marc Happel de concevoir des costumes pour le ballet avec un « look plus moderne, mais toujours intemporel ». Happel conserve le schéma noir et blanc et utilise des cristaux fournis par Swarovski. 
De son côté, le Royal Ballet utilise les costumes et les décors de l'ancien directeur artistique Anthony Dowell. À l'instar de la création de Karinska, les hommes sont vêtus de noir et les femmes de tutus blancs. 